# 段正
段正（？—1316年），亦称信苴正，段忠之子，段慶之弟，是蒙古轄下的第五位大理總管。
元成宗大德十一年（1307年），繼任兄職任大理总管、云南行省参政後，於同年招蒙化（今巍山）山中白民入籍，撫蕃為民。在职期间，朝廷命云南驻军及当地土兵出征八百。元武宗至大元年（1308年），沾益乌蒙地大震，三日并出，元廷开科取士，每榜限云南取五人（蒙古二，色目二，汉一）。元仁宗延祐三年（1316年）卒，子段隆（一說為段慶子）袭為大理總管。